# Abraxas lilacifasciata
Abraxas lilacifasciata är en fjärilsart som beskrevs av Edward Alfred Cockayne 1949. Abraxas lilacifasciata ingår i släktet Abraxas och familjen mätare. Inga underarter finns listade i Catalogue of Life.